# Frederico Augusto Cristiano de Freitas Henriques
Frederico Augusto Cristiano de Freitas Henriques (Santa Cruz das Flores, Flores, 8 de Fevereiro de 1853 — depois de 1924), primeiro e único barão de Freitas Henriques, foi um proprietário e comerciante de Santa Cruz das Flores, Açores, pertencente à mais distinta nobreza da sua ilha natal. Recebeu o baronato por carta de 27 de Julho de 1901, do rei D. Carlos I de Portugal, concedida durante a visita régia aos Açores de 1901.

## Biografia
Nasceu em Santa Cruz das Flores, filho de José Cristiano de Freitas Henriques e de sua esposa Ana Henriqueta Henriques. Foi neto paterno do sargento-mor José António de Freitas Henriques. Foi seu padrinho o depois deputado Augusto Caupers Machado de Faria e Maia, herdeiro do senhorio das Flores.
Apesar da fortuna familiar e de ter ganho muito dinheiro no comércio e em negócios diversos, em 1911 estava praticamente falido. Recorreu então ao expediente de solicitar um empréstimo ao recebedor do concelho, Francisco António da Silveira, que lhe entregou dinheiro do cofre público, aparentemente com a promessa de um pagamento em alguns dias. Quando isso não aconteceu e chegou à ilha um inspector da Fazenda, o recebedor suicidou-se, causando um grande escândalo na pacata vila de Santa.
Freitas Henriques, que ao tempo era encarregado da estação postal, ausentou-se da ilha, mas veio a apurar-se que se servira também de dinheiros do cofre da estação postal, pelo que foi reformado compulsivamente e os seus bens, incluindo terras e casas, vendidos em hasta pública.
Casou por duas vezes, a primeira em Santa Cruz, a 12 de Abril de 1886, com Maria Luísa da Silveira, e a segunda, já viúvo, a 11 de Outubro de 1911, com Ressurreição Maria de Mendonça Freitas, também da ilha das Flores.